# سفارة المكسيك في السويد
سفارة المكسيك في السويد هي أرفع تمثيل دبلوماسي لدولة المكسيك لدى السويد. تقع السفارة في ستوكهولم وهي تهدف لتعزيز المصالح المكسيكية في السويد.

## وصلات خارجية
- قائمة سفارات المكسيك
- قائمة السفارات في السويد